# Gouvernement Reinfeldt
Royaume de Suède
Persson Löfven
Le gouvernement Reinfeldt (en suédois : Regeringen Reinfeldt) est le gouvernement du royaume de Suède entre le 6 octobre 2006 et le 3 octobre 2014, durant les 47e et 48e législatures du Riksdag.

## Historique du mandat
Dirigé par le nouveau Premier ministre conservateur Fredrik Reinfeldt, ce gouvernement est constitué et soutenu par une coalition de centre droit — baptisée L'Alliance — entre les Modérés (M), le Parti du centre (C), le Parti du peuple - Les Libéraux (FP) et les Chrétiens-démocrates (KD). Ensemble, ils disposent de 178 députés sur 349, soit 51 % des sièges du Riksdag.
Il est formé à la suite des élections législatives du 17 septembre 2006.
Il succède donc au gouvernement minoritaire du Premier ministre social-démocrate Göran Persson, au pouvoir depuis dix ans, et constitué du seul Parti social-démocrate suédois des travailleurs (SAP).

### Formation
Au cours du scrutin, le SAP restent la première force politique suédoise mais avec 130 sièges, ils remportent leur plus faible représentation depuis la Première Guerre mondiale. Persson se trouve alors dans l'incapacité de se maintenir au pouvoir puisque le centre droit bénéficie pour la première fois depuis 28 ans.
Trois semaines après la tenue du scrutin, Reinfeldt présente alors son gouvernement de 22 ministres, dont 10 femmes. Le dernier Premier ministre de centre droit du pays, Carl Bildt, y siège en tant que ministre des Affaires étrangères. Dès le 24 octobre, soit 18 jours après sa prise de fonction, le chef de l'exécutif est contraint de remplacer la ministre de la Culture et la ministre du Commerce extérieur, impliquées dans des affaires de fraude sociale et fiscale.
Lors des élections législatives du 19 septembre 2010, les Modérés manquent à seulement cinq sièges de devenir la première force politique suédoise, gagnant dix députés tandis que ses trois partenaires en perdent 15 au total. À cette occasion, le Parti du peuple devient la deuxième formation au sein de L'Alliance en surpassant de seulement un parlementaire le Parti du centre. Bien que minoritaire avec 173 députés sur 349, soit 49,6 % des sièges du Riksdag, Reinfeldt se maintient au pouvoir. Il remanie son équipe, constituant un cabinet de 23 membres, dont 11 femmes. Le chef des libéraux Jan Björklund remplace la dirigeante des centristes Maud Olofsson comme Vice-Premier ministre.

### Succession
À l'occasion des élections législatives du 14 septembre 2014, L'Alliance perd une trentaine d'élus et ne compte plus que 141 parlementaires, soit 18 de moins que l'alliance formée par trois partis de gauche et centre gauche. Trois semaines après la tenue du scrutin, le gouvernement Reinfeldt cède le pouvoir au gouvernement de coalition minoritaire du social-démocrate Stefan Löfven, ce qui met un terme à la plus longue expérience gouvernementale consécutive du centre droit suédois.

## Composition

### Initiale
| Portefeuille                                                    | Titulaire | Titulaire                 | Parti |
| --------------------------------------------------------------- | --------- | ------------------------- | ----- |
| Premier ministre                                                |           | Fredrik Reinfeldt         | M     |
| Vice-Premier ministre Ministre des Entreprises et de l'Énergie  |           | Maud Olofsson             | C     |
| Ministre de l'Enseignement primaire                             |           | Jan Björklund             | FP    |
| Ministre des Finances                                           |           | Anders Borg               | M     |
| Ministre de l'Environnement                                     |           | Andreas Carlgren          | C     |
| Ministre de la Culture                                          |           | Cecilia Stegö Chilò       | M     |
| Ministre des Personnes âgées et de la Santé publique            |           | Maria Larsson             | KD    |
| Ministre de la Justice                                          |           | Beatrice Ask              | M     |
| Ministre des Affaires locales et des Marchés financiers         |           | Mats Odell                | KD    |
| Ministre des Affaires étrangères                                |           | Carl Bildt                | M     |
| Ministre des Affaires de l'Union européenne                     |           | Cecilia Malmström         | FP    |
| Ministre de l'Intégration et de l'Égalité des genres            |           | Nyamko Sabuni             | FP    |
| Ministre de la Sécurité sociale                                 |           | Cristina Husmark Pehrsson | M     |
| Ministre de la Défense                                          |           | Mikael Odenberg           | M     |
| Ministre de l'Agriculture                                       |           | Eskil Erlandsson          | C     |
| Ministre de l'Emploi                                            |           | Sven Otto Littorin        | M     |
| Ministre du Commerce extérieur                                  |           | Maria Borelius            | M     |
| Ministre des Migrations et de la Politique d'asile              |           | Tobias Billström          | M     |
| Ministre de la Coopération internationale pour le développement |           | Gunilla Carlsson          | M     |
| Ministre de l'Éducation et de la Recherche                      |           | Lars Leijonborg           | FP    |
| Ministre de la Santé et des Affaires sociales                   |           | Göran Hägglund            | KD    |
| Ministre des Infrastructures                                    |           | Åsa Torstensson           | C     |

### Remaniement du 24 octobre 2006
- Les nouveaux ministres sont indiqués en gras, ceux ayant changé d'attribution en italique.

| Portefeuille                                                    | Titulaire | Titulaire                 | Parti |
| --------------------------------------------------------------- | --------- | ------------------------- | ----- |
| Premier ministre                                                |           | Fredrik Reinfeldt         | M     |
| Vice-Premier ministre Ministre des Entreprises et de l'Énergie  |           | Maud Olofsson             | C     |
| Ministre de l'Enseignement primaire                             |           | Jan Björklund             | FP    |
| Ministre des Finances                                           |           | Anders Borg               | M     |
| Ministre de l'Environnement                                     |           | Andreas Carlgren          | C     |
| Ministre de la Culture                                          |           | Lena Adelsohn Liljeroth   | M     |
| Ministre des Personnes âgées et de la Santé publique            |           | Maria Larsson             | KD    |
| Ministre de la Justice                                          |           | Beatrice Ask              | M     |
| Ministre des Affaires locales et des Marchés financiers         |           | Mats Odell                | KD    |
| Ministre des Affaires étrangères                                |           | Carl Bildt                | M     |
| Ministre des Affaires de l'Union européenne                     |           | Cecilia Malmström         | FP    |
| Ministre de l'Intégration et de l'Égalité des genres            |           | Nyamko Sabuni             | FP    |
| Ministre de la Sécurité sociale                                 |           | Cristina Husmark Pehrsson | M     |
| Ministre de la Défense                                          |           | Mikael Odenberg           | M     |
| Ministre de l'Agriculture                                       |           | Eskil Erlandsson          | C     |
| Ministre de l'Emploi                                            |           | Sven Otto Littorin        | M     |
| Ministre du Commerce extérieur                                  |           | Sten Tolgfors             | M     |
| Ministre des Migrations et de la Politique d'asile              |           | Tobias Billström          | M     |
| Ministre de la Coopération internationale pour le développement |           | Gunilla Carlsson          | M     |
| Ministre de l'Éducation et de la Recherche                      |           | Lars Leijonborg           | FP    |
| Ministre de la Santé et des Affaires sociales                   |           | Göran Hägglund            | KD    |
| Ministre des Infrastructures                                    |           | Åsa Torstensson           | C     |

### Remaniement du 5 septembre 2007
- Les nouveaux ministres sont indiqués en gras, ceux ayant changé d'attribution en italique.

| Portefeuille | Titulaire | Titulaire                                                                         | Parti |
| --- | --------- | --------------------------------------------------------------------------------- | ----- |
| Premier ministre                                                                                                |           | Fredrik Reinfeldt                                                                 | M     |
| Vice-Premier ministre Ministre des Entreprises et de l'Énergie                                                  |           | Maud Olofsson                                                                     | C     |
| Ministre de l'Enseignement primaire Ministre de l'Éducation (12/09/2007)                                        |           | Jan Björklund                                                                     | FP    |
| Ministre des Finances                                                                                           |           | Anders Borg                                                                       | M     |
| Ministre de l'Environnement                                                                                     |           | Andreas Carlgren                                                                  | C     |
| Ministre de la Culture                                                                                          |           | Lena Adelsohn Liljeroth                                                           | M     |
| Ministre des Personnes âgées et de la Santé publique                                                            |           | Maria Larsson                                                                     | KD    |
| Ministre de la Justice                                                                                          |           | Beatrice Ask                                                                      | M     |
| Ministre des Affaires locales et des Marchés financiers                                                         |           | Mats Odell                                                                        | KD    |
| Ministre des Affaires étrangères                                                                                |           | Carl Bildt                                                                        | M     |
| Ministre des Affaires de l'Union européenne                                                                     |           | Cecilia Malmström (jusqu'au 22/01/2010) Birgitta Ohlsson (à partir du 02/02/2010) | FP    |
| Ministre de l'Intégration et de l'Égalité des genres                                                            |           | Nyamko Sabuni                                                                     | FP    |
| Ministre de la Sécurité sociale                                                                                 |           | Cristina Husmark Pehrsson                                                         | M     |
| Ministre de la Défense                                                                                          |           | Sten Tolgfors                                                                     | M     |
| Ministre de l'Agriculture                                                                                       |           | Eskil Erlandsson                                                                  | C     |
| Ministre de l'Emploi                                                                                            |           | Sven Otto Littorin (jusqu'au 07/07/2010) Intérim de Tobias Billström              | M     |
| Ministre du Commerce extérieur                                                                                  |           | Ewa Björling                                                                      | M     |
| Ministre des Migrations et de la Politique d'asile                                                              |           | Tobias Billström                                                                  | M     |
| Ministre de la Coopération internationale pour le développement                                                 |           | Gunilla Carlsson                                                                  | M     |
| Ministre de l'Éducation et de la Recherche Ministre de l'Enseignement supérieur et de la Recherche (12/09/2007) |           | Lars Leijonborg (jusqu'au 17/06/2009) Tobias Krantz                               | FP    |
| Ministre de la Santé et des Affaires sociales                                                                   |           | Göran Hägglund                                                                    | KD    |
| Ministre des Infrastructures                                                                                    |           | Åsa Torstensson                                                                   | C     |

### Remaniement du 5 octobre 2010
- Les nouveaux ministres sont indiqués en gras, ceux ayant changé d'attribution en italique.

| Portefeuille                                                          | Titulaire | Titulaire                | Parti |
| --------------------------------------------------------------------- | --------- | ------------------------ | ----- |
| Premier ministre                                                      |           | Fredrik Reinfeldt        | M     |
| Vice-Premier ministre Ministre de l'Éducation                         |           | Jan Björklund            | FP    |
| Ministre des Finances                                                 |           | Anders Borg              | M     |
| Ministre de l'Environnement                                           |           | Andreas Carlgren         | C     |
| Ministre des Technologies de l'information et des Affaires régionales |           | Anna-Karin Hatt          | C     |
| Ministre de la Justice                                                |           | Beatrice Ask             | M     |
| Ministre des Affaires de l'Union européenne                           |           | Birgitta Ohlsson         | FP    |
| Ministre des Affaires étrangères                                      |           | Carl Bildt               | M     |
| Ministre des Infrastructures                                          |           | Catharina Elmsäter-Svärd | M     |
| Ministre de l'Intégration                                             |           | Erik Ullenhag            | FP    |
| Ministre des Affaires rurales                                         |           | Eskil Erlandsson         | C     |
| Ministre du Commerce extérieur                                        |           | Ewa Björling             | M     |
| Ministre de la Coopération internationale pour le développement       |           | Gunilla Carlsson         | M     |
| Ministre de la Santé et des Affaires sociales                         |           | Göran Hägglund           | KD    |
| Ministre de l'Emploi                                                  |           | Hillevi Engström         | M     |
| Ministre de la Culture et des Sports                                  |           | Lena Adelsohn Liljeroth  | M     |
| Ministre de l'Enfance et des Personnes âgées                          |           | Maria Larsson            | KD    |
| Ministre des Entreprises et de l'Énergie                              |           | Maud Olofsson            | C     |
| Ministre de l'Égalité des genres                                      |           | Nyamko Sabuni            | FP    |
| Ministre des Marchés financiers                                       |           | Peter Norman             | M     |
| Ministre de la Fonction publique et du Logement                       |           | Stefan Attefall          | KD    |
| Ministre de la Défense                                                |           | Sten Tolgfors            | M     |
| Ministre des Migrations et de la Politique d'asile                    |           | Tobias Billström         | M     |
| Ministre de la Sécurité sociale                                       |           | Ulf Kristersson          | M     |

### Remaniement du 29 septembre 2011
- Les nouveaux ministres sont indiqués en gras, ceux ayant changé d'attribution en italique.

| Portefeuille                                                    | Titulaire | Titulaire                                                                  | Parti |
| --------------------------------------------------------------- | --------- | -------------------------------------------------------------------------- | ----- |
| Premier ministre                                                |           | Fredrik Reinfeldt                                                          | M     |
| Vice-Premier ministre Ministre de l'Éducation                   |           | Jan Björklund                                                              | FP    |
| Ministre des Finances                                           |           | Anders Borg                                                                | M     |
| Ministre de l'Environnement                                     |           | Lena Ek                                                                    | C     |
| Ministre des Technologies de l'information et de l'Énergie      |           | Anna-Karin Hatt                                                            | C     |
| Ministre de la Justice                                          |           | Beatrice Ask                                                               | M     |
| Ministre des Affaires de l'Union européenne                     |           | Birgitta Ohlsson                                                           | FP    |
| Ministre des Affaires étrangères                                |           | Carl Bildt                                                                 | M     |
| Ministre des Infrastructures                                    |           | Catharina Elmsäter-Svärd                                                   | M     |
| Ministre de l'Intégration                                       |           | Erik Ullenhag                                                              | FP    |
| Ministre des Affaires rurales                                   |           | Eskil Erlandsson                                                           | C     |
| Ministre du Commerce extérieur                                  |           | Ewa Björling                                                               | M     |
| Ministre de la Coopération internationale pour le développement |           | Gunilla Carlsson (jusqu'au 17/09/2013) Hillevi Engström                    | M     |
| Ministre de la Santé et des Affaires sociales                   |           | Göran Hägglund                                                             | KD    |
| Ministre de l'Emploi                                            |           | Hillevi Engström (jusqu'au 17/09/2013) Elisabeth Svantesson                | M     |
| Ministre de la Culture et des Sports                            |           | Lena Adelsohn Liljeroth                                                    | M     |
| Ministre de l'Enfance et des Personnes âgées                    |           | Maria Larsson                                                              | KD    |
| Ministre des Entreprises                                        |           | Annie Lööf                                                                 | C     |
| Ministre de l'Égalité des genres                                |           | Nyamko Sabuni (jusqu'au 21/01/2013) Maria Arnholm                          | FP    |
| Ministre des Marchés financiers                                 |           | Peter Norman                                                               | M     |
| Ministre de la Fonction publique et du Logement                 |           | Stefan Attefall                                                            | KD    |
| Ministre de la Défense                                          |           | Sten Tolgfors (jusqu'au 29/03/2012) Karin Enström (à partir du 18/04/2012) | M     |
| Ministre des Migrations et de la Politique d'asile              |           | Tobias Billström                                                           | M     |
| Ministre de la Sécurité sociale                                 |           | Ulf Kristersson                                                            | M     |